# Morehead (Kentucky)

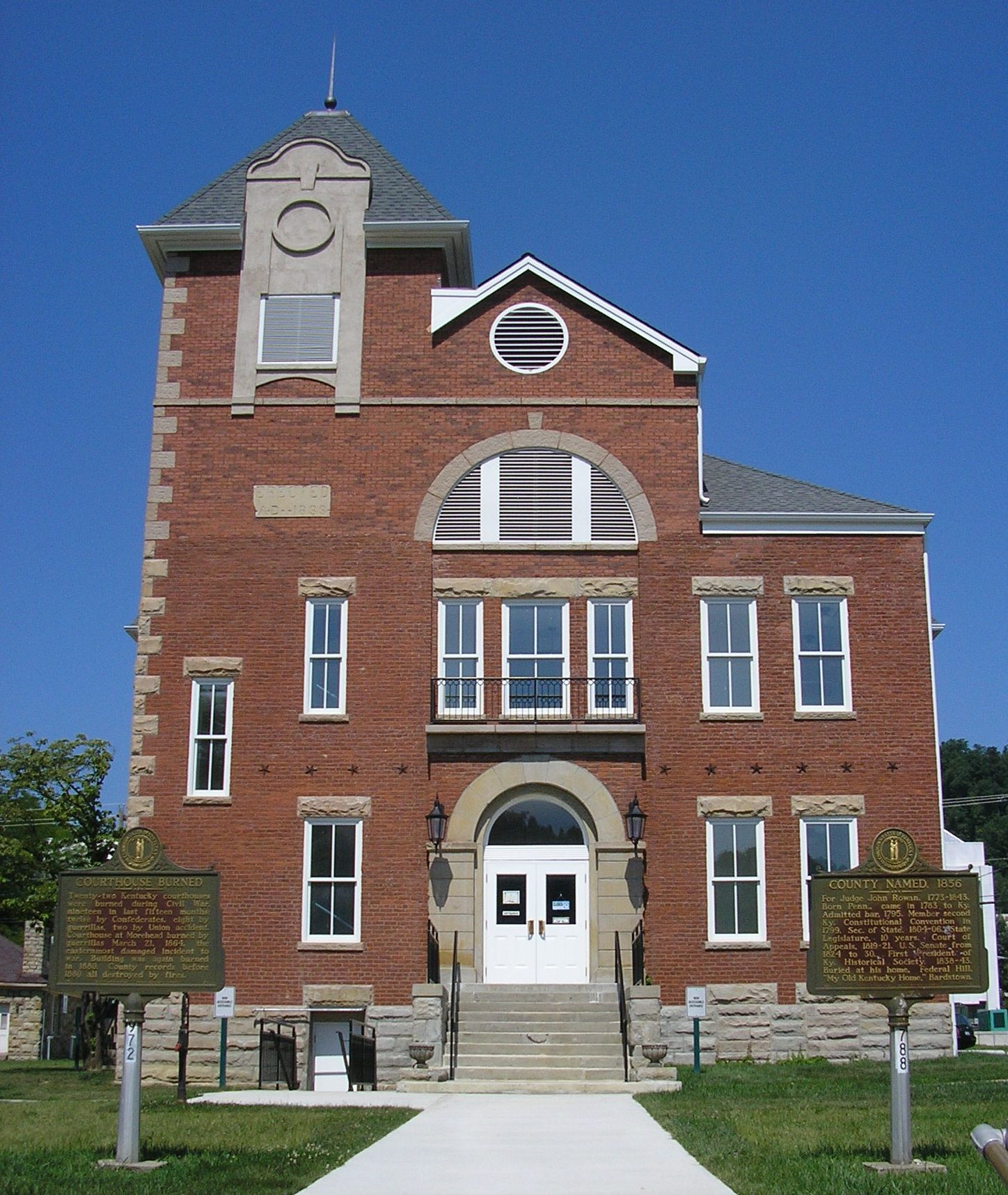
Centro de Artes del condado de Rowan en Morehead(Antiguo palacio de la justicia del ducado de Rowan)

Morehead es una ciudad del condado de Rowan ( Kentucky, Estados Unidos). La población era de 5.914 según el censo de 2000. La ciudad lleva el nombre del gobernador James T. Morehead. La mayoría del condado Rowan tiene ahora el código postal 40351 o 40313. Es la sede del Condado de Rowan. La Universidad Estatal de Morehead se encuentra aquí. Es también el centro de coordinación de la Guerra del Condado de Rowan.

## Geografía
Morehead está situado en 38 ° 11'1 "N, 83 ° 26'28" O (38,183500, -83.441144). Según la Oficina del Censo de Estados Unidos, la ciudad tiene una superficie total de 9,3 kilómetros cuadrados (24,0 km ²). 24,5 km ² de tierra y 0,1 km² (0,04 millas cuadradas) de la misma (0,43%) es de residuos médicos

## Demografía
En el censo del 2000, había 5.194 personas, los hogares, y las familias que residen en la ciudad. La densidad de población es 640,8 personas por milla cuadrada (247,4/km ²). Hay 2347 unidades de vivienda en una densidad media de mi 254,3/sq (98,2/km ²). La composición racial de la ciudad es 94,25% Blanca, 2,57% afroamericanos, R0.15% de nativos americanos, 1,52% asiáticos, 0,02% de las islas del Pacífico, 0,12% de otras razas, y 1,37% de dos o más razas. Hispanos de cualquier raza son de 0,76% de la población. 
Hubo 2114 hogares de los cuales el 23,6% tienen hijos menores de 18 años que viven con ellos, el 38,2% son parejas casadas que viven juntas, el 11,2% había una mujer de familia sin marido presente, y 47,9% no son familias. El 36,1% de todos los hogares están formados por personas y el 13,3% viven solas había alguien que tenía 65 años de edad o más. El promedio de las familias era de 2,14 y el tamaño de la familia promedio era 2,81. 
La distribución por edad, fuertemente influenciada por Morehead State University, es la siguiente: el 15,5% menores de 18 años, el 34,6% de 18 a 24, el 20,6% de 25 a 44, el 16,6% de 45 a 64, y el 12,7% que fueron 65 años de Edad o más. La mediana de edad fue de 25 años. Por cada 100 mujeres hay 88,5 hombres. Por cada 100 mujeres mayores de 18 años, había 87,6 hombres. 
El ingreso medio para un hogar en la ciudad fue de $ 24014, y el ingreso medio para una familia es $ 34375. Los hombres tenían un ingreso medio de $ 23950 frente a 19455 dólares para las mujeres. El ingreso per cápita de la ciudad fue de $ 13.415. Sobre el 16,7% de las familias y el 26,0% de la población estaba por debajo de la línea de pobreza, incluyendo el 19,8% de los menores de 18 años de edad y el 15,6% de las personas de 65 años o más.

## Religión
En el año 2000, el condado de Rowan contaba con 25 iglesias evangélicas, cuatro iglesias protestantes principales, una iglesia católica y una congregación de la Iglesia de Jesucristo de los santos del último día (LDS). Esto representa un aumento neto de cinco congregaciones con respecto a 1990. En efecto, en esos diez años, entre 1990 y 2000, abrieron seis congregaciones (todas evangélicas), mientras que sólo una (también evangélica) cerró. 
El condado de Rowan figura en el puesto 113 (de 120 condados de Kentucky) en cuanto a religiosidad, pues solamente 249 de cada 1000 habitantes afirmaban pertenecer a una congregación religiosa: 129 de cada 1000 habitantes decían estar afiliados a una congregación evangélica (puesto 116 de 120 en el listado); 50 pertenecían a una congregación protestante (91a en el ranking); 20, a la Iglesia Católica; y 37, a la Iglesia de Jesucristo de los santos del último día. Un pequeño número de residentes pertenecían a los grupos religiosos que no están representados en ninguna de estas categorías.

## Páginas Locales
- Página oficial
- Periódico local
- Radio Pública

## Ciudades Hermanas
Morehead está hermanada con las siguientes ciudades y / o regiones:
- Yangshuo, China, desde 1994.
- County Antrim, Irlanda del Norte